# Ellipanthus madagascariensis
Ellipanthus madagascariensis är en tvåhjärtbladig växtart som först beskrevs av Schellenb., och fick sitt nu gällande namn av Capuron apud Keraudr.. Ellipanthus madagascariensis ingår i släktet Ellipanthus och familjen Connaraceae. Inga underarter finns listade i Catalogue of Life.